# Dünenrundweg Oftersheim
Der Dünenrundweg Oftersheim ist ein ca. 3,1 km langer Naturerlebnisweg (Rundweg), der durch die Landschaft der Oftersheimer Binnendünen führt. Der Weg verläuft durch mehrere Landschafts- und Naturschutzgebiete, unter anderem über die mächtigste Binnendüne Baden-Württembergs, die sich 21 Meter über die Rheinebene erhebt. Entlang des Weges sind neun so genannte Naturerlebnistafeln aufgestellt, deren Inhalt über die Entstehung, Nutzung und Pflege der Dünen sowie die Besonderheiten der dortigen Pflanzen- und Tierwelt informiert. 

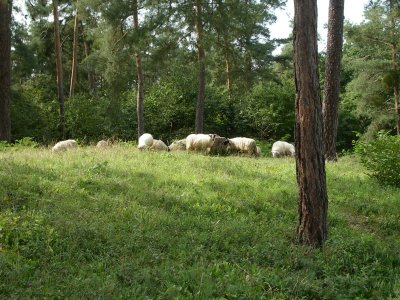
Schafe grasen im Dünenwald von Oftersheim

## Dünenlandschaft
Am Ende der letzten Eiszeit vor etwa 10000 Jahren war die Landschaft entlang des Oberrheins nur von spärlicher Vegetation bedeckt und  der vorherrschende Westwind konnte ungehindert Sand aus dem abgelagerten Flussschotter blasen. Dadurch bildeten sich Wanderdünen auf der östlichen Niederterrasse des Rheins. Auf Grund des fortschreitenden Bewuchses kam die Wanderung der Dünen schließlich zum Stillstand. Die Entfernung zum Rhein beträgt heute ca. 3–4 km. 
Die Dünenlandschaft in Oftersheim besteht aus Wald, Acker- und Brachflächen. Allen gemeinsam ist der kalk- und nährstoffarme Sanduntergrund, der lediglich den Anbau bestimmter Feldfrüchte wie Spargel, Tabak, Roggen, und Gerste etc. ermöglicht. Auf den Brachflächen finden sich typische Sand- und Trockenrasengemeinschaften, der typische Baum des Dünenwaldes ist die Waldkiefer, die mit anderen trockenverträglichen Sorten wie bestimmten Eichenarten den so genannten lichten Dünenwald bildet.

## Schutzgebiete
Während die Anhöhen der Dünenzüge bereits ausgewiesene Naturschutzgebiete nach deutschem Recht sind, wurde das gesamte dazugehörende Gebiet des Hardtwaldes im November 2007 in die Liste der europäischen Schutzgebiete (Natura 2000) aufgenommen, als so genanntes FFH-Gebiet (Fauna-Flora-Habitat).

## Lage
Oftersheim ist eine Gemeinde des Rhein-Neckar-Kreises in Baden-Württemberg und liegt in der Oberrheinebene mitten zwischen Speyer und Heidelberg. Der Dünenrundweg beginnt und endet am Besucherparkplatz bei der Vereinsgaststätte des Hundesportvereins Oftersheim am Oberfeldweg. 

## Träger
Der Dünenrundweg ist ein Projekt der Lokalen Agenda 21 in Oftersheim. Es wurde mit finanzieller und fachlicher Unterstützung des Regierungspräsidiums Karlsruhe und dem Umweltamt der Gemeinde Oftersheim realisiert. Die Einweihung des Wegs fand 2004, am „Tag des Waldes“, statt.